# Ron Wemel
Ronald (Ron) Virus Wemel (Engels: Ronald "Ron" Bilius Weasley, geboren op 1 maart 1980) is een personage in de Harry Potter-boekenserie van de Britse schrijfster J.K. Rowling. Dit personage wordt in alle Harry Potterfilms gespeeld door de acteur Rupert Grint.
Rons twee beste vrienden op Zweinstein zijn Harry Potter en Hermelien Griffel. Ron en Harry ontmoeten elkaar voor het eerst in het eerste boek, wanneer Harry op zoek is naar perron 9¾; op het Londense King's Cross Station.
Alle personages noemen hem "Ron", met uitzondering van Loena Leeflang die hem voluit "Ronald" noemt, en Rons ex-vriendinnetje Belinda Broom die hem liefkozend "Ronnieponnie" noemt. Ron is de zoon van Arthur en Molly Wemel, en de broer van Bill, Charlie, Percy, Fred, George en Ginny. Hij is de op een na jongste uit het gezin, na Ginny.
Rons vader, Arthur Wemel, was tot aan boek zes hoofd van de Afdeling Misbruikpreventie Dreuzelvoorwerpen binnen het Ministerie van Toverkunst, een lage functie met een al even laag salaris. Als gevolg hiervan was het gezin vrij arm en moest veel zaken tweedehands aanschaffen, een feit dat bij Ron erg gevoelig ligt. In het zesde schooljaar van Ron wordt Arthur gepromoveerd en wordt hij Hoofd van de Afdeling voor de Opsporing en Inbeslagneming van Vervalste Verdedigingsspreuken en Beveiligende Voorwerpen.
Ron houdt van Toverschaak en leert Harry schaken. Hij is erg bang voor spinnen, omdat zijn broer Fred ooit (toen Ron 3 was) zijn teddybeer in een grote spin veranderde. Ron is vrij onzeker. Hij staat - voor zijn gevoel althans - in de schaduw van zijn oudere broers; en is daardoor op zoek naar succes en erkenning. Hij geniet ervan om in de publiciteit te staan, en kan jaloers reageren wanneer anderen in het middelpunt van de belangstelling staan, zelfs wanneer het bijvoorbeeld Harry of Hermelien betreft. Rons loyaliteit en vriendschap tegenover Harry en Hermelien is echter zeer groot, hij gaat voor ze door het vuur.
Op Zweinstein deelt Ron een slaapzaal met Harry, Marcel Lubbermans, Simon Filister en Daan Tomas, zijn jaargenoten van Griffoendor.

## Ron in de boeken

### Harry Potter en de Steen der Wijzen
In Harry Potter en de Steen der Wijzen ontmoet Harry in de schooltrein een jongen die in hetzelfde jaar zit als hij, namelijk Ronald Wemel. Het klikt meteen tussen de twee, en ze raken direct bevriend. In de trein ontmoeten ze ook Hermelien Griffel, waar Ron in de loop van hun schooltijd verliefd op wordt. Ron mag Hermelien niet meteen, hij vindt haar in eerste instantie maar een betweter. Hun ontmoeting is echter zeer belangrijk voor het vervolg van de boekenreeks. Ron, Harry en Hermelien worden in dezelfde afdeling geplaatst door de Sorteerhoed (Griffoendor), en ze beleven samen diverse avonturen. Ron biedt zelfs aan om Harry's secondant te zijn wanneer die een duel aangaat met hun eeuwige vijand Draco Malfidus. Ron volgt Harry ook naar de Spiegel van Neregeb en naar de hut van Rubeus Hagrid, waar hij wordt gebeten door het baby-draakje Norbert, een tijdelijk huisdier (een Noorse Bultrug) van Hagrid.
Ron en Harry raken uiteindelijk bevriend met Hermelien nadat Ron haar redt tijdens een aanval van een trol, waarbij hij gebruikmaakt van een spreuk die hij van Hermelien heeft geleerd (Wingardium Leviosa). Hermelien liegt tegen professor Anderling en professor Sneep om ervoor te zorgen dat de jongens niet in de problemen raken, en zo staan ze quitte. Dit moment markeert het begin van een zeer hechte vriendschap tussen de drie.
Rons liefde en aanleg voor Toverschaak blijken zeer nuttig te zijn wanneer de drie op zoek gaan naar de Steen der Wijzen, en ze op hun zoektocht diverse spreuken en verdedigingen moeten overwinnen. Eén daarvan is een gigantisch Toverschaakbord, waarop de drie de plaats innemen van drie schaakstukken en Ron hen door het spel leidt. Ron offert zichzelf op (hij wordt geslagen door een dame, maar herstelt later volledig) zodat Harry en Hermelien de zoektocht naar de Steen kunnen voortzetten. Voor zijn dapperheid, en voor "het beste potje schaak dat Zweinstein ooit heeft gekend" (aldus Perkamentus), krijgt Ron van professor Perkamentus 50 punten voor Griffoendor, wat hen uiteindelijk helpt om de Afdelingscup te winnen. Naast het potje toverschaak moeten Harry en Hermelien (Ron is nog bewusteloos) een moeilijk raadsel over toverdranken oplossen. Uiteindelijk kan Harry alleen verder en in de aangrenzende kamer gaat hij het gevecht aan met Heer Voldemort en Harry wint het gevecht. Daarvoor krijgt hij ook zestig punten voor de afdelingsbeker.

### Harry Potter en de Geheime Kamer
Tijdens de vakantie wordt Ron ongerust als hij maar geen reactie krijgt op de vele brieven die hij aan Harry stuurt (wat Ron niet weet is dat Dobby al zijn brieven onderschept) en vliegt hij uiteindelijk samen met zijn broers Fred en George in hun vaders magische, vliegende Ford Anglia naar Klein Zanikem om Harry bij zijn oom en tante op te halen. Later gebruiken Ron en Harry deze auto ook om naar Zweinstein te vliegen, als blijkt dat ze niet op perron 9¾ kunnen komen. Als ze aankomen storten ze met hun auto neer in de Beukwilg. De auto vlucht weg na de crash, Harry en Ron blijven achter op het Zweinstein-terrein. Door deze crash breekt Rons toverstaf.
Omdat een aantal Dreuzels de auto heeft zien vliegen, krijgen ze allebei straf, ze worden nèt niet van school gestuurd. Ron moet voor straf medailles en trofeeën poetsen onder toezicht van de conciërge Argus Vilder. Harry moet fanmail beantwoorden voor zijn, op Sneep de toverdrankleraar na, minst favoriete leerkracht van dat jaar: Gladianus Smalhart.
Wanneer uit verschillende gebeurtenissen blijkt dat de Geheime Kamer is geopend, gaan Ron, Harry en Hermelien op onderzoek uit. Ze verdenken Draco Malfidus ervan dat hij de Kamer heeft geopend, en gaan de zeer ingewikkelde Wisseldrank brouwen om henzelf te transformeren in andere personen. Door zich voor te doen als de Zwadderaars Vincent Korzel en Karel Kwast (de beste vrienden van Malfidus) hopen ze Malfidus uit te kunnen horen. Dit mislukt echter, omdat Malfidus ook niet blijkt te weten wie de Kamer heeft geopend.
Later vinden Ron en Harry een mysterieus dagboek in de meisjes-wc's bij Jammerende Jenny. Het dagboek blijkt eigendom te zijn geweest van een oud-leerling van Zweinstein, Marten Asmodom Vilijn. Ron herkent die naam, hij stond op een van de trofeeën die Ron moest schoonmaken toen hij straf had. Vilijn had deze trofee gekregen voor Uitzonderlijke Verdiensten voor de school, zo'n vijftig jaar eerder.
Later in het verhaal ontdekt Ron dat zijn zusje Ginny meegenomen is naar de Geheime Kamer en daar gevangengehouden wordt. Ron en Harry komen in actie. Wanneer blijkt dat hun leraar Verweer Tegen De Zwarte Kunsten, professor Smalhart, probeert Zweinstein te ontvluchten omdat hij een charlatan is, houden Ron en Harry hem tegen en dwingen hem met hen mee te gaan naar de Geheime Kamer. Hij is tenslotte hun professor, de expert in Verweer Tegen De Zwarte Kunsten, zeggen ze spottend. Ze nemen Smalhart mee naar de meisjes-wc waar Jammerende Jenny zich schuilhoudt en vinden daar de ingang tot de Geheime Kamer.
Gedrieën dalen ze af naar de Geheime Kamer. Daar pakt Smalhart ineens Rons toverstaf af en probeert het geheugen van de jongens geheel te modificeren. Maar omdat Rons toverstaf nog steeds defect is (hij explodeert als Smalhart de spreuk, Amnesia Completa uitspreekt), slaat de toverspreuk op Smalhart terug en wist juist zijn hele geheugen en niet dat van de jongens. Door de knal die de kapotte toverstaf gaf stort een deel van de grot in waar ze zijn beland, en Harry, die al wat verder de grot in was gelopen, wordt afgesneden van de rest van de groep. Harry moet het verder dus alleen doen, hij moet in zijn eentje Vilijn verslaan en Ginny redden. Harry slaagt hierin en Ron vliegt, geholpen door Felix de Feniks, samen met Harry, Smalhart en Ginny terug naar boven. Ron en Harry gaan direct naar professor Perkamentus, en die beloont hen beiden met 200 afdelingspunten per persoon, en een Prijs voor Uitzonderlijke Verdiensten voor de school.

### Harry Potter en de Gevangene van Azkaban
In het derde boek wint Rons familie in de vakantie de tovenaarsloterij en gaan ze op vakantie naar Egypte. Ron krijgt ook een nieuwe toverstaf. Vlak voor het begin van het schooljaar wordt hij herenigd met zijn beste vrienden Harry en Hermelien. Rons rat, Schurfie, ziet er echter niet gezond uit en Ron gaat met hem naar de dierenwinkel. Hier wordt Schurfie aangevallen door een grote kat. Hermelien koopt deze kat, Knikkebeen, omdat ze een huisdier wil voor haar verjaardagsgeld. Ron waarschuwt haar meteen om hem bij Schurfie weg te houden. In zijn derde jaar neemt Ron dezelfde vakken als Harry. Tijdens hun eerste les Waarzeggerij voorspelt professor Zwamdrift Harry's naderende dood, omdat ze in zijn theeblaadjes een grote zwarte hond, "de Grim", ziet: een teken van een naderende dood. Ron is bang dat dit iets te maken heeft met Sirius Zwarts, die ontsnapt is uit Azkaban. Inmiddels doet Knikkebeen nog steeds verwoede pogingen Schurfie op te eten, begint Ron de kat steeds meer te haten en maken Ron en Hermelien ruzie.
Wanneer Harry voor kerst van een anonieme gever een wedstrijdbezem, een Vuurflits, krijgt, rijzen er bij Hermelien twijfels. Ron, die enorm onder de indruk is van de prachtige wedstrijdbezem, is woedend wanneer Hermelien de bezem in beslag laat nemen door professor Anderling. Hermelien vreest dat de Vuurflits afkomstig is van een vijand van Harry, die de bezem behekst heeft. Ron krijgt ook een moment van faam, wanneer Sirius Zwarts de slaapzaal van Griffoendor binnendringt en met een mes aan Rons bed staat. Ron wordt wakker en Zwarts vlucht, al begrijpt niemand waarom Zwarts Ron niet gewoon vermoord heeft. Later wijst Hagrid Harry en Ron erop dat vrienden belangrijker zijn dan bezems en ratten en maken Ron en Hermelien het weer goed. Maar dan vindt Ron bloed van Schurfie en concludeert dat Knikkebeen hem vermoord heeft. De ruzie tussen Ron en Hermelien laait weer op en bereikt een hoogtepunt, maar ze leggen hun ruzie weer bij wanneer Ron Hermelien aanbiedt te helpen in haar voorbereiding om Hagrid te verdedigen tijdens het proces over Scheurbek de Hippogrief.
Ron, Harry en Hermelien gaan vlak voordat Scheurbeks terechtstelling begint nog even bij hem en Hagrid langs. Hermelien vindt Schurfie in een melkkan terwijl ze thee aan het zetten is. Ron neemt Schurfie weer over, maar zodra ze buiten zijn bijt Schurfie Ron in zijn vinger. De rat vlucht naar de Beukwilg en verdwijnt in een holte onder de boom. Schurfie wordt gevolgd door een grote zwarte hond, maar deze pakt onderweg Ron bij zijn broekspijp en sleept ook Ron mee in de holte onder de wilg. Hierbij breekt Ron zijn been. De tunnel die onder de Beukwilg begint blijkt helemaal tot aan het Krijsende Krot te lopen. Daar aangekomen verandert de hond in Sirius Zwarts, waarvan wordt gedacht dat hij een moordenaar is, die kort daarvoor is ontsnapt uit Azkaban, de tovenaarsgevangenis. Zwarts blijkt een niet-geregistreerde Faunaat te zijn. Ook blijkt dat hij Harry's voogd is.
Professor Lupos verschijnt net na Harry en Hermelien in het Krijsende Krot, en samen met Zwarts dwingt hij Schurfie een menselijke vorm aan te nemen. Schurfie verandert in Peter Pippeling, ook een niet-geregistreerde Faunaat. Pippeling was vroeger bevriend met Lupos en Zwarts, maar is overgelopen naar de Duistere Kant en is nu volgeling van Heer Voldemort. Pippeling is degene die Voldemort heeft ingelicht omtrent de verblijfplaats van Harry's ouders, en hij is dus indirect verantwoordelijk voor de dood van James en Lily Potter.
Tijdens de confrontatie tussen Harry en (de dan nog van moord verdachte) Zwarts, springt Ron tussenbeide en gilt dat Zwarts hem ook zal moeten vermoorden als hij het op Harry heeft gemunt. Uit deze uitroep blijkt duidelijk waarom de Sorteerhoed Ron in Griffoendor heeft geplaatst, echter in de film wordt de uitroep aan Hermelien toegeschreven. Zwarts blijkt onschuldig te zijn, en net als ze daarachter komen verandert Lupos (het is inmiddels volle maan) in een weerwolf. Dankzij de tussenkomst van Zwarts weten ze allemaal heelhuids aan Lupos te ontsnappen. Ron wordt naar de ziekenboeg gebracht, terwijl Harry en Hermelien teruggaan in de tijd en proberen Zwarts te redden en te voorkomen dat hij een Kus van een Dementor krijgt. Ron krijgt van Sirius een klein uiltje cadeau, als dank voor het 'teruggeven' van Schurfie alias Peter Pippeling. Ginny noemt het uiltje later Koekeroekus ('Koe').

### Harry Potter en de Vuurbeker

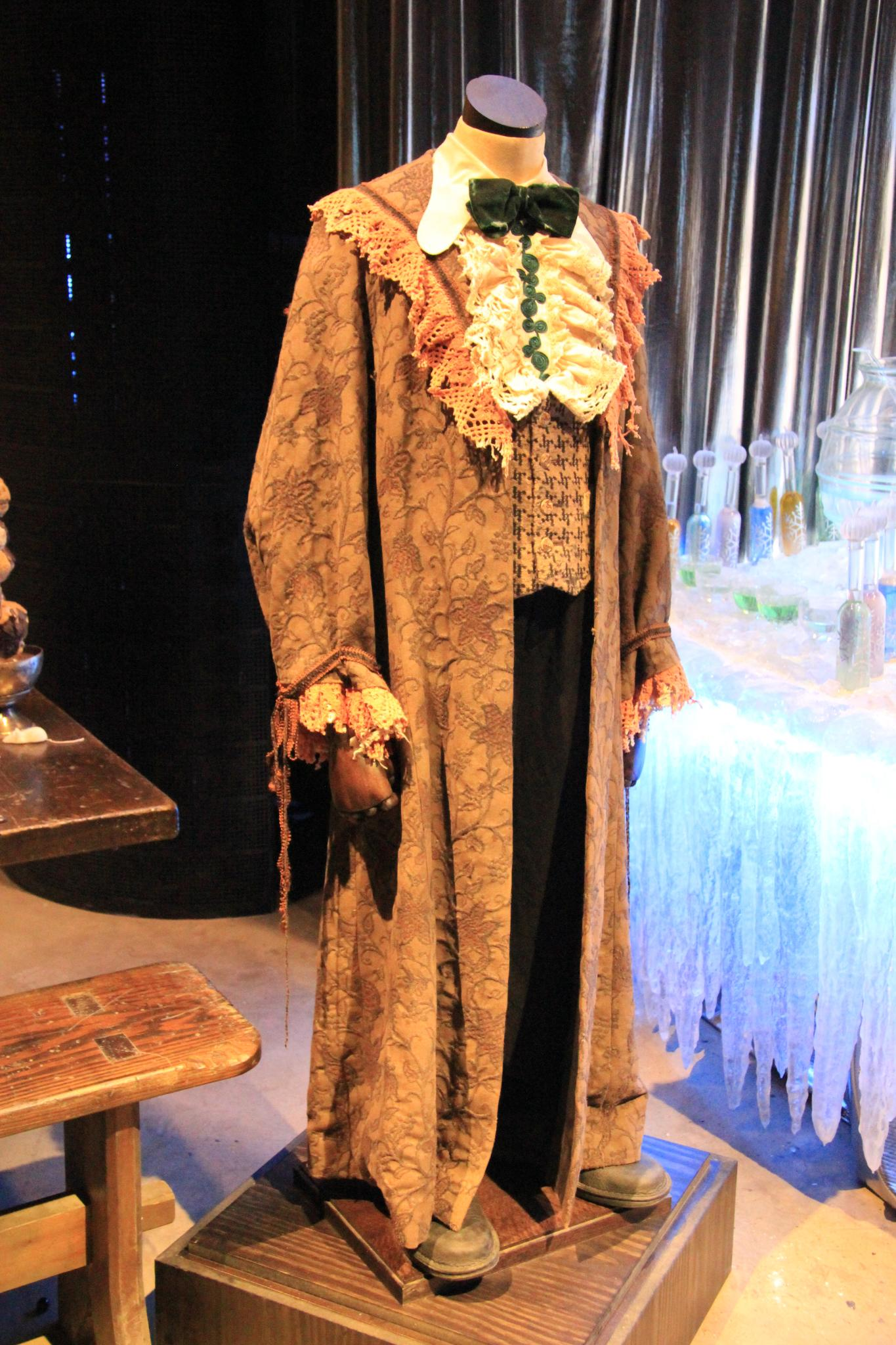
Filmkostuum van Ron Wemel tijdens het bal in Harry Potter en de Vuurbeker

In het vierde boek gaat Ron samen met zijn familie Harry ophalen bij de Duffelingen. De Wemels gaan, samen met Harry, naar het WK Zwerkbal, waar Ron de kans krijgt om zijn favoriete Zwerkbalspeler, Viktor Kruml, te ontmoeten. Ron is nog veel opgetogener wanneer blijkt dat Kruml dat jaar ook op Zweinstein is, vanwege het Toverschool Toernooi waaraan Krumls school, Klammfels, deelneemt. Maar wanneer blijkt dat Kruml Hermelien als partner voor het galabal heeft gevraagd, is Ron minder gecharmeerd van Kruml. Hij moet iemand anders vragen en gaat uiteindelijk naar het bal met Padma Patil, terwijl Harry met de tweelingzus van Padma gaat, Parvati. De verliefdheid die allang onderhuids speelde bij Ron komt naar boven wanneer hij jaloers is op Kruml omdat die Hermelien als partner heeft gevraagd voor het bal. Op het einde van het bal krijgen Ron en Hermelien ruzie.
Voor het eerst sinds Ron en Harry bevriend zijn, krijgen ze ruzie. Ze spreken wekenlang niet tegen elkaar wanneer Harry wordt uitverkozen door de Vuurbeker om aan het Toverschool Toernooi deel te nemen, en Ron denkt dat Harry een manier heeft gevonden om zichzelf voor het toernooi op te geven. Harry is immers eigenlijk nog veel te jong, en als Harry een manier heeft gevonden dan had Ron dat graag geweten zodat hij zich ook kon opgeven.
Tijdens de tweede opdracht van het Toverschool Toernooi proeft Ron iets van beroemd-zijn, omdat hij "Harry’s meest waardevolle bezit" is en door Harry gered moet worden van de Meermensen. Na de eerste opdracht van het Toernooi hebben Ron en Harry hun ruzie bijgelegd, en Ron en Hermelien helpen Harry bij de voorbereidingen voor de rest van het Toernooi. De derde opdracht immers, zal een stuk moeilijker worden, en Harry kan de hulp van zijn vrienden goed gebruiken.

### Harry Potter en de Orde van de Feniks
In het vijfde schooljaar wordt Ron, tot grote verrassing van iedereen, benoemd tot Klassenoudste van Griffoendor. Ook wordt hij Wachter in het Zwerkbal-team van Griffoendor. Aanvankelijk is hij niet succesvol, hij is veel te zenuwachtig en onzeker wanneer hij in het middelpunt van de belangstelling staat. Later weet hij zich daar overheen te zetten, door de Zwerkbalcup te winnen voor hun afdeling. Malfidus en de Zwadderaars zijn hem in eerste instantie niet echt tot hulp. Ze pesten Ron door tijdens de wedstrijden het sarcastische liedje 'Wemel is onze Vriend' te zingen, een zelfgemaakt lied met daarin verschillende coupletten over Rons slechte prestaties in de Zwerkbal-wedstrijden. Later gaan de Griffoendors het lied echter ook zingen, maar dan – uiteraard - met een aangepaste tekst, waarin Ron wordt geprezen. Ondertussen stichten Harry, Ron en Hermelien de "SVP" (de Strijders van Perkamentus).
Verderop in het boek vecht Ron samen met Harry, Hermelien, Ginny, Marcel Lubbermans en Loena Leeflang tegen Voldemorts Dooddoeners op het Ministerie van Toverkunst. Tijdens dit gevecht raakt hij gewond en tijdelijk geestelijk gestoord, maar hij herstelt volledig.

### Harry Potter en de Halfbloed Prins
Ron, Hermelien en Harry ontvangen aan het begin van hun zesde schooljaar hun S.L.I.J.M.B.A.L.-resultaten. De enige vakken waarvoor Ron niet slaagt zijn Waarzeggerij en Geschiedenis van de Toverkunst (net als Harry), en dit vindt hij helemaal niet erg. Hij heeft echter voor geen enkel vak Uitmuntend gehaald en dat zit hem wel dwars - hij is weer de mindere van Harry. Eenmaal op Zweinstein aangekomen trekt hij door een grappige opmerking de aandacht van Belinda Broom.
Harry, die aangesteld is als nieuwe aanvoerder van het Zwerkbal-team, kiest na een try-out Ron opnieuw als Wachter voor het team. Magnus Stoker, de andere kandidaat, is hierover zeer kwaad en maakt kleinerende opmerkingen over Ron en Ginny en over vriendjespolitiek.
Wanneer Ron en Harry na een goede Zwerkbaltraining teruglopen naar de Leerlingenkamer van Griffoendor, lopen ze onverwacht Rons zusje Ginny tegen het lijf, die in een geheime gang heftig staat te zoenen met Daan Tomas. Harry voelt een plotselinge steek van jaloezie, en Ron is erg kwaad op zijn zusje omdat ze in het openbaar staat te zoenen. Ze roepen allerlei verwensingen naar elkaar, en Ginny flapt eruit dat hij gewoon jaloers is omdat Hermelien met Viktor Kruml had gezoend en Harry met Cho, en dat de enige die Ron ooit heeft gezoend zijn oudtante Marga is. Deze ruzie en Rons jaloezie zorgen ervoor dat Ron zich slecht kan concentreren en zijn prestaties tijdens de Zwerkbalwedstrijden slechter en slechter worden.
Harry stoort zich aan de slechte prestaties van Ron, en in een poging de situatie te veranderen, doet hij, bij aanvang van de wedstrijd tegen Zwadderich, net alsof hij een geluksdrankje in Rons pompoensap schenkt. Hermelien ziet dit en waarschuwt Ron om de pompoensap niet te drinken. Toevalligerwijs verloopt hun wedstrijd tegen Zwadderich optimaal. Na de wedstrijd krijgen Ron en Hermelien ruzie omdat Hermelien Harry beschuldigt van valsspelerij. Harry vertelt dat hij niets in Rons pompoensap heeft gedaan en het wordt weer bijgelegd. Maar Ron is beledigd omdat iedereen schijnt te denken dat hij een toverdrank nodig heeft om goed te kunnen keepen, en loopt weg naar de leerlingenkamer. Wanneer Harry en Hermelien de leerlingenkamer binnengaan zien ze daar Ron en Belinda Broom, uitgebreid zoenend. Hermelien is gekwetst en loopt weg. Ron is diep in zijn hart nog steeds verliefd op Hermelien, maar hij wil dit niet toegeven.
Tijdens de Transfiguratieles die volgt, ruziën Ron en Hermelien openlijk, en het wordt steeds gemener. Hermelien neemt meer rigoureuze maatregelen, en laat terloops vallen dat ze van plan is Magnus Stoker te vragen haar te begeleiden naar het kerstfeestje bij professor Slakhoorn. Ze krijgt hier overigens al snel spijt van, Stoker blijkt een irritante en zeer egocentrische jongen te zijn.
Op 1 maart, op Rons verjaardag, maakt Ron een pakje open waarvan hij dacht dat het een van zijn verjaardagscadeautjes was. Het was echter een pakje dat uit Harry’s hutkoffer was gevallen, en dat chocoladeketels bevatte gevuld met een sterke liefdesdrank. Harry had ze gekregen van een verliefde klasgenote (Regina Valster), maar wijselijk niet opgegeten. Voordat Harry er erg in had, had Ron er al een aantal opgegeten en binnen een paar minuten ontwikkelde Ron een intense en lachwekkende obsessie voor Regina. Harry beseft wat er is gebeurd en neemt Ron meteen mee naar professor Slakhoorn, hun leraar Toverdranken, voor een tegengif. Het tegengif werkt gelukkig snel, Slakhoorn besluit te proosten op Rons verjaardag en trekt een fles mede open. Slakhoorn had de fles cadeau gekregen, en wilde hem op zijn beurt cadeau geven aan Albus Perkamentus maar besloot hem toch te houden en voor deze bijzondere gelegenheid open te maken. Ron drinkt zijn glas leeg maar de mede bleek vergiftigd te zijn. Harry redt Rons leven door een bezoar in Rons mond te stoppen (een bezoar is een steen uit een geitenmaag, die als tegengif helpt tegen de meeste giftige toverdranken). Ron wordt bewusteloos naar de ziekenboeg gebracht. Hermelien gaat direct naar Ron toe. Omdat Ron Hermeliens naam noemt in zijn staat van half-bewustzijn, en Hermelien zich hierdoor bijzonder gevleid voelt, wordt hun ruzie bijgelegd. Ron herstelt volledig. Harry en Ginny krijgen uiteindelijk verkering en Ron accepteert hun relatie.
Op een noodlottige avond vraagt Perkamentus Harry om mee te gaan als hij op zoek gaat naar een van Voldemorts Gruzielementen. Harry heeft het vermoeden dat Draco Malfidus de afwezigheid van Perkamentus weleens zou kunnen gebruiken om een aanval uit te voeren, en vraagt Ron en Hermelien – en alle leden van de S.V.P. die ze kunnen bereiken - om Malfidus en Sneep scherp in de gaten te houden. Ondanks hun oplettendheid ontsnappen Malfidus en Sneep echter. De S.V.P.-leden komen, samen met verschillende leden van de Orde van de Feniks, terecht in een gevecht met de Dooddoeners die met hulp van Draco Malfidus Zweinstein zijn binnengedrongen. Sneep vermoordt Perkamentus, en vlucht met Draco Malfidus.
Na Perkamentus' begrafenis wordt er gespeculeerd dat Zweinstein misschien gesloten zal worden. Ron en Hermelien zweren Harry echter dat zij Harry zullen volgen en helpen in zijn zoektocht naar de nog resterende Gruzielementen van Voldemort, en zullen helpen Voldemort te vernietigen, zelfs als dat inhoudt dat ze Zweinstein moeten verlaten.

### Harry Potter en de Relieken van de Dood
In de derde week van juli wordt Harry opgehaald uit het huis van zijn oom en tante door een grote groep vrienden en leden van de Orde van de Feniks. De bescherming die hij had doordat zijn moeder haar leven voor hem had gegeven loopt af op 31 juli als Harry 17 jaar (en meerderjarig) wordt dus hij moet in veiligheid worden gebracht. De helft van de groep, waaronder Ron en Hermelien, drinkt Wisseldrank om er als Harry uit te zien en zo te voorkomen dat Harry onderweg door Voldemort of Dooddoeners wordt aangevallen. Er vertrekken dus zeven "Harry Potters" vanuit Klein Zanikem. Harry, Ron, Hermelien en bijna alle anderen komen uiteindelijk veilig aan in Het Nest. Alastor Dolleman wordt echter gedood door de Dooddoeners. Levenius Lorrebos, die met Dolleman moest reizen, Verdwijnselt wanneer hij Voldemort ziet en laat zo Dolleman achter.
Op Harry's verjaardag komt Rufus Schobbejak, de Minister van Toverkunst, langs, die meldt dat Harry, Ron en Hermelien in Perkamentus' testament staan. Harry erft een snaai en het zwaard van Griffoendor, Hermelien een kinderboek geschreven in oude runen en Ron erft Perkamentus' uitsteker.
Harry vertelt niet meer terug te gaan naar Zweinstein maar op zoek te gaan naar de Gruzielementen. Ron en Hermelien gaan met hem mee. De dag na de bruiloft van Bill en Fleur zullen ze vertrekken. Het Nest wordt echter tijdens het bruiloftsfeest overvallen door Dooddoeners en de drie vluchten meteen, waardoor hun jacht op de Gruzielementen is begonnen.
De zoektocht verloopt moeizaam, en Ron raakt gefrustreerd. Wanneer ze na een paar maanden eindelijk het eerste Gruzielement hebben gevonden (het medaillon van Zwadderich) lijkt de sfeer te verbeteren, maar al snel blijkt dat het medaillon een negatief effect heeft op alle drie. Er wordt steeds meer ruzie gemaakt en Ron vertrekt op een gegeven moment. Hij vlucht naar De Schelp, het huis van Bill en Fleur, waar hij onderduikt. Al snel krijgt hij enorme spijt van zijn impulsieve vertrek en wanneer hij gedachteloos met de Uitsteker zit te spelen hoort hij ineens een gesprek tussen Harry en Hermelien. Hij klikt weer met de Uitsteker en ziet een blauwige lichtbol. Wanneer hij deze lichtbol volgt komt hij in het bos terecht waar Harry en Hermelien zich verscholen houden. Midden in de nacht ziet hij ineens Harry die een geheimzinnig lichtgevend wezen volgt, een bevroren ven induikt om het zwaard van Griffoendor op te duiken en vervolgens bijna verdrinkt. Hij redt Harry en vernietigt vervolgens het medaillon met het zwaard. De verstandhouding tussen Hermelien en Ron verloopt aanvankelijk nog wat stroef maar gaat steeds beter.
Ron neemt meer en meer een leidende rol en samen zoeken de drie verder. Wanneer ze voor de laatste Gruzielementen op Zweinstein moeten zijn en daar Voldemort zelf treffen breekt er een ware oorlog los. Ook Ron vecht daarin heftig mee. Hij herinnert zich dat de tanden van de Basilisk nog in de Geheime Kamer liggen en door Harry's Sisselspraak na te doen kan hij de kamer openen. Met een van de tanden vernietigen hij en Hermelien de Beker van Huffelpuf. Ook schiet hem te binnen dat de Huis-elfen van Zweinstein nog gewaarschuwd moeten worden, en hierdoor redt hij ze. Hermelien is hem hiervoor zo dankbaar dat ze hem omhelst en zoent. De onderhuidse romantische spanning die al jaren tussen de twee speelde breekt eindelijk.
Harry, Ron en Hermelien overleven de oorlog alle drie. Ron trouwt met Hermelien en ze krijgen twee kinderen, Hugo en Roos. Hij werkt eerst een tijdje als Schouwer, maar stopt hiermee om zijn broer George te helpen met Tovertweelingstopfopshop. Ze maken samen een goudmijn van de winkel.

## Ron in de films

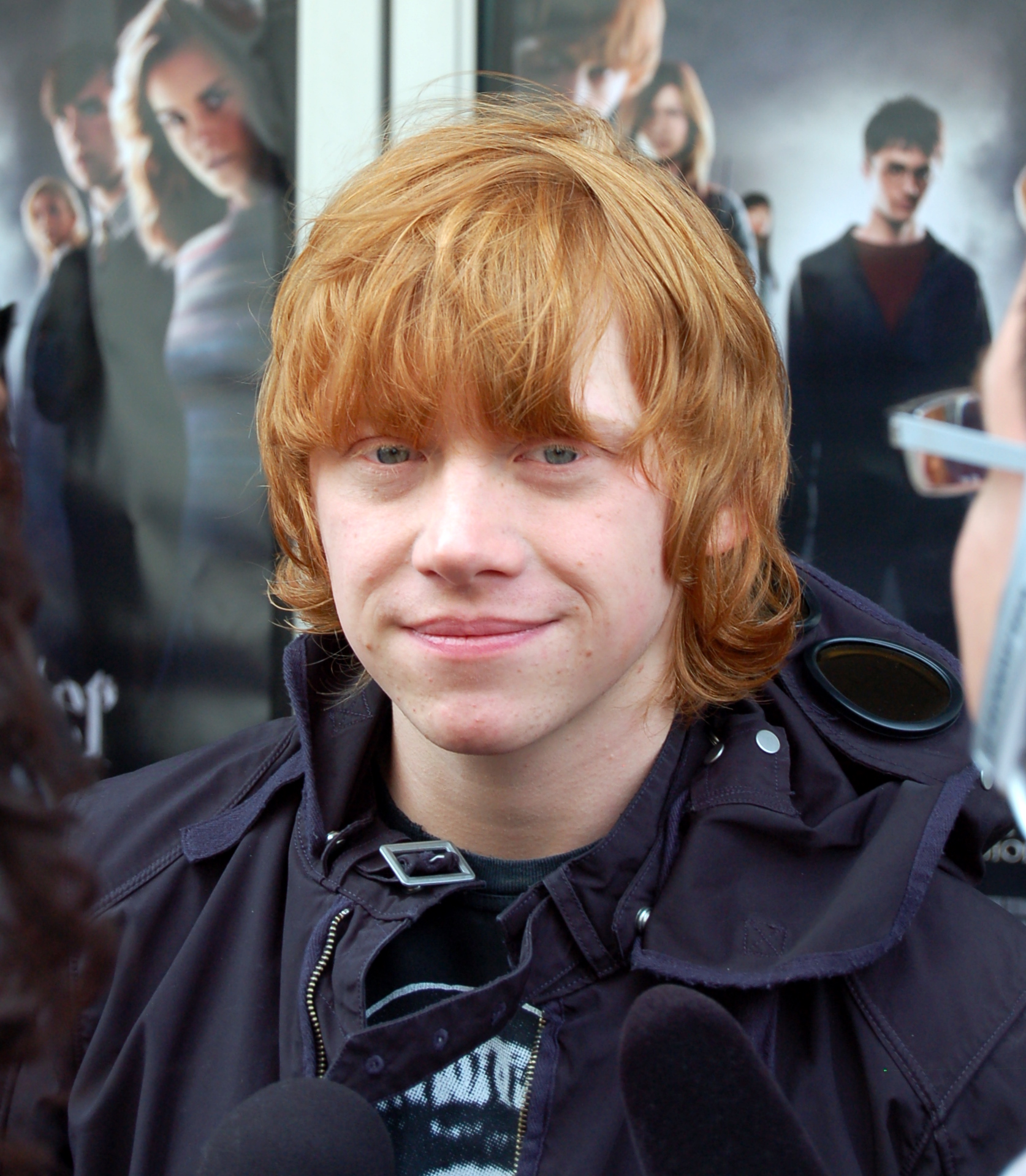
Rupert Grint, die de rol van Ron Wemel speelt

De rol van Ron Wemel wordt in alle films gespeeld door Rupert Grint. In de boeken is Ron een grappig figuur met veel gevoel voor humor, maar in de films wordt zijn rol anders ingevuld en is de humor platter. Veel fans hebben geklaagd over het afgevlakte personage, en vinden dat het personage kinderachtiger en dommer is neergezet dan – volgens de boeken - zou horen. Dit wordt vooral duidelijk in Harry Potter en de Geheime Kamer, waarin Ron duidelijk fungeert als 'aangever' en het personage weinig diepgang kent. De fans zijn van mening dat juist datgene wat Rons personage in de boeken grappig maakt, in de films is weggelaten en is vervangen door een kinderachtig soort van grappenmakerij, hetgeen volgens de fans schade toebrengt aan de integriteit van het personage.
In de derde film, Harry Potter en de Gevangene van Azkaban, wordt Rons personage nog meer als aangever neergezet. Dit is enerzijds te verklaren doordat Ron niet zo’n erg grote rol in het boek speelt, maar anderzijds is het een feit dat Ron in de film grappige situaties beleeft of grappen vertelt die in het boek niet voorkomen, en sommige serieuze situaties uit het boek komen in de film niet voor of worden aan Hermelien toegeschreven. De karakters van Harry en Hermelien worden uitgediept en worden serieuzer, terwijl dat van Ron juist oppervlakkiger lijkt te worden. De heel belangrijke scène waarin Ron gilt dat Zwarts langs hem zal moeten wanneer hij Harry wil vermoorden, wordt immers in de film aan Hermelien toegeschreven. In de film lijkt Ron ook regelmatig op het punt te staan in tranen uit te barsten, bijvoorbeeld wanneer zijn toverstaf breekt (in Harry Potter en de Geheime Kamer).
In de films wordt Ron meer als komisch bijfiguur dan als de beste vriend van Harry neergezet.
De aantrekkingskracht tussen Ron en Hermelien, die zich in de boeken pas licht manifesteert in het vierde boek, wordt in de films veel eerder weergegeven. Al aan het einde van de tweede film wordt er in een scène gesuggereerd dat ze meer dan alleen vriendschap voor elkaar voelen.
Hoewel de films erg populair zijn en de serie erg veel nieuwe fans heeft opgeleverd, zijn veel fans teleurgesteld over de interpretatie van de scenarioschrijvers van de personages van Ron en in mindere mate ook van Hermelien. Volgens hen is het een destructieve zet om de personages zo aan te passen, omdat bijvoorbeeld een potentiële romance tussen Ron en Hermelien nu nauwelijks meer serieus genomen kan worden. Het lijkt niet aannemelijk dat Harry energie zou blijven steken in een vriendschap met een dergelijk personage.

## Familie Wemel
|                    |                    |                    |                    |                    |                    |                 |                 |                   |                   |                   |                   |                   |                   |             |             |             |             |            |            |             |             | Septimus Wemel | Septimus Wemel | Septimus Wemel | Septimus Wemel | Septimus Wemel | Septimus Wemel |               |               | Cedrella Zwarts | Cedrella Zwarts | Cedrella Zwarts      | Cedrella Zwarts      | Cedrella Zwarts      | Cedrella Zwarts      |                      |                      |               |               |               |               |               |               |               |               |                                 |                                 |                                 |                                 |                                 |                                 |            |            |                               |                               |                               |                               |                               |                               |  |  |                            |                            |                            |                            |                            |                            |                      |                      |                      |                      |                      |                      |                   |                   |                   |                   |                   |                   |
|                    |                    |                    |                    |                    |                    |                 |                 |                   |                   |                   |                   |                   |                   |             |             |             |             |            |            |             |             | Septimus Wemel | Septimus Wemel | Septimus Wemel | Septimus Wemel | Septimus Wemel | Septimus Wemel |               |               | Cedrella Zwarts | Cedrella Zwarts | Cedrella Zwarts      | Cedrella Zwarts      | Cedrella Zwarts      | Cedrella Zwarts      |                      |                      |               |               |               |               |               |               |               |               |                                 |                                 |                                 |                                 |                                 |                                 |            |            |                               |                               |                               |                               |                               |                               |  |  |                            |                            |                            |                            |                            |                            |                      |                      |                      |                      |                      |                      |                   |                   |                   |                   |                   |                   |
|                    |                    |                    |                    |                    |                    |                 |                 |                   |                   |                   |                   |                   |                   |             |             |             |             |            |            |             |             |                |                |                |                |                |                |               |               |                 |                 |                      |                      |                      |                      |                      |                      |               |               |               |               |               |               |               |               |                                 |                                 |                                 |                                 |                                 |                                 |            |            |                               |                               |                               |                               |                               |                               |  |  |                            |                            |                            |                            |                            |                            |                      |                      |                      |                      |                      |                      |                   |                   |                   |                   |                   |                   |
|                    |                    |                    |                    |                    |                    |                 |                 |                   |                   |                   |                   |                   |                   |             |             |             |             |            |            |             |             |                |                |                |                |                |                |               |               |                 |                 |                      |                      |                      |                      |                      |                      |               |               |               |               |               |               |               |               |                                 |                                 |                                 |                                 |                                 |                                 |            |            |                               |                               |                               |                               |                               |                               |  |  |                            |                            |                            |                            |                            |                            |                      |                      |                      |                      |                      |                      |                   |                   |                   |                   |                   |                   |
| Apolline Delacour  | Apolline Delacour  | Apolline Delacour  | Apolline Delacour  | Apolline Delacour  | Apolline Delacour  |                 |                 | Monsieur Delacour | Monsieur Delacour | Monsieur Delacour | Monsieur Delacour | Monsieur Delacour | Monsieur Delacour |             |             |             |             |            |            |             |             | Virus Wemel    | Virus Wemel    | Virus Wemel    | Virus Wemel    | Virus Wemel    | Virus Wemel    |               |               | Arthur Wemel    | Arthur Wemel    | Arthur Wemel         | Arthur Wemel         | Arthur Wemel         | Arthur Wemel         |                      |                      | Molly Protser | Molly Protser | Molly Protser | Molly Protser | Molly Protser | Molly Protser |               |               | Gideon Protser                  | Gideon Protser                  | Gideon Protser                  | Gideon Protser                  | Gideon Protser                  | Gideon Protser                  |            |            | Fabian Protser                | Fabian Protser                | Fabian Protser                | Fabian Protser                | Fabian Protser                | Fabian Protser                |  |  |                            |                            |                            |                            |                            |                            |                      |                      |                      |                      |                      |                      |                   |                   |                   |                   |                   |                   |
| Apolline Delacour  | Apolline Delacour  | Apolline Delacour  | Apolline Delacour  | Apolline Delacour  | Apolline Delacour  |                 |                 | Monsieur Delacour | Monsieur Delacour | Monsieur Delacour | Monsieur Delacour | Monsieur Delacour | Monsieur Delacour |             |             |             |             |            |            |             |             | Virus Wemel    | Virus Wemel    | Virus Wemel    | Virus Wemel    | Virus Wemel    | Virus Wemel    |               |               | Arthur Wemel    | Arthur Wemel    | Arthur Wemel         | Arthur Wemel         | Arthur Wemel         | Arthur Wemel         |                      |                      | Molly Protser | Molly Protser | Molly Protser | Molly Protser | Molly Protser | Molly Protser |               |               | Gideon Protser                  | Gideon Protser                  | Gideon Protser                  | Gideon Protser                  | Gideon Protser                  | Gideon Protser                  |            |            | Fabian Protser                | Fabian Protser                | Fabian Protser                | Fabian Protser                | Fabian Protser                | Fabian Protser                |  |  |                            |                            |                            |                            |                            |                            |                      |                      |                      |                      |                      |                      |                   |                   |                   |                   |                   |                   |
|                    |                    |                    |                    |                    |                    |                 |                 |                   |                   |                   |                   |                   |                   |             |             |             |             |            |            |             |             |                |                |                |                |                |                |               |               |                 |                 |                      |                      |                      |                      |                      |                      |               |               |               |               |               |               |               |               |                                 |                                 |                                 |                                 |                                 |                                 |            |            |                               |                               |                               |                               |                               |                               |  |  |                            |                            |                            |                            |                            |                            |                      |                      |                      |                      |                      |                      |                   |                   |                   |                   |                   |                   |
|                    |                    |                    |                    |                    |                    |                 |                 |                   |                   |                   |                   |                   |                   |             |             |             |             |            |            |             |             |                |                |                |                |                |                |               |               |                 |                 |                      |                      |                      |                      |                      |                      |               |               |               |               |               |               |               |               |                                 |                                 |                                 |                                 |                                 |                                 |            |            |                               |                               |                               |                               |                               |                               |  |  |                            |                            |                            |                            |                            |                            |                      |                      |                      |                      |                      |                      |                   |                   |                   |                   |                   |                   |
| Gabrielle Delacour | Gabrielle Delacour | Gabrielle Delacour | Gabrielle Delacour | Gabrielle Delacour | Gabrielle Delacour |                 |                 | Fleur Delacour    | Fleur Delacour    | Fleur Delacour    | Fleur Delacour    | Fleur Delacour    | Fleur Delacour    |             |             | Bill Wemel  | Bill Wemel  | Bill Wemel | Bill Wemel | Bill Wemel  | Bill Wemel  |                |                | Charlie Wemel  | Charlie Wemel  | Charlie Wemel  | Charlie Wemel  | Charlie Wemel | Charlie Wemel |                 |                 | Percy Wemel × Audrey | Percy Wemel × Audrey | Percy Wemel × Audrey | Percy Wemel × Audrey | Percy Wemel × Audrey | Percy Wemel × Audrey |               |               | Fred Wemel    | Fred Wemel    | Fred Wemel    | Fred Wemel    | Fred Wemel    | Fred Wemel    | George Wemel × Angelique Jansen | George Wemel × Angelique Jansen | George Wemel × Angelique Jansen | George Wemel × Angelique Jansen | George Wemel × Angelique Jansen | George Wemel × Angelique Jansen |            |            | Ron Wemel × Hermelien Griffel | Ron Wemel × Hermelien Griffel | Ron Wemel × Hermelien Griffel | Ron Wemel × Hermelien Griffel | Ron Wemel × Hermelien Griffel | Ron Wemel × Hermelien Griffel |  |  | Ginny Wemel × Harry Potter | Ginny Wemel × Harry Potter | Ginny Wemel × Harry Potter | Ginny Wemel × Harry Potter | Ginny Wemel × Harry Potter | Ginny Wemel × Harry Potter |                      |                      |                      |                      |                      |                      |                   |                   |                   |                   |                   |                   |
| Gabrielle Delacour | Gabrielle Delacour | Gabrielle Delacour | Gabrielle Delacour | Gabrielle Delacour | Gabrielle Delacour |                 |                 | Fleur Delacour    | Fleur Delacour    | Fleur Delacour    | Fleur Delacour    | Fleur Delacour    | Fleur Delacour    |             |             | Bill Wemel  | Bill Wemel  | Bill Wemel | Bill Wemel | Bill Wemel  | Bill Wemel  |                |                | Charlie Wemel  | Charlie Wemel  | Charlie Wemel  | Charlie Wemel  | Charlie Wemel | Charlie Wemel |                 |                 | Percy Wemel × Audrey | Percy Wemel × Audrey | Percy Wemel × Audrey | Percy Wemel × Audrey | Percy Wemel × Audrey | Percy Wemel × Audrey |               |               | Fred Wemel    | Fred Wemel    | Fred Wemel    | Fred Wemel    | Fred Wemel    | Fred Wemel    | George Wemel × Angelique Jansen | George Wemel × Angelique Jansen | George Wemel × Angelique Jansen | George Wemel × Angelique Jansen | George Wemel × Angelique Jansen | George Wemel × Angelique Jansen |            |            | Ron Wemel × Hermelien Griffel | Ron Wemel × Hermelien Griffel | Ron Wemel × Hermelien Griffel | Ron Wemel × Hermelien Griffel | Ron Wemel × Hermelien Griffel | Ron Wemel × Hermelien Griffel |  |  | Ginny Wemel × Harry Potter | Ginny Wemel × Harry Potter | Ginny Wemel × Harry Potter | Ginny Wemel × Harry Potter | Ginny Wemel × Harry Potter | Ginny Wemel × Harry Potter |                      |                      |                      |                      |                      |                      |                   |                   |                   |                   |                   |                   |
|                    |                    |                    |                    |                    |                    |                 |                 |                   |                   |                   |                   |                   |                   |             |             |             |             |            |            |             |             |                |                |                |                |                |                |               |               |                 |                 |                      |                      |                      |                      |                      |                      |               |               |               |               |               |               |               |               |                                 |                                 |                                 |                                 |                                 |                                 |            |            |                               |                               |                               |                               |                               |                               |  |  |                            |                            |                            |                            |                            |                            |                      |                      |                      |                      |                      |                      |                   |                   |                   |                   |                   |                   |
|                    |                    |                    |                    |                    |                    |                 |                 |                   |                   |                   |                   |                   |                   |             |             |             |             |            |            |             |             |                |                |                |                |                |                |               |               |                 |                 |                      |                      |                      |                      |                      |                      |               |               |               |               |               |               |               |               |                                 |                                 |                                 |                                 |                                 |                                 |            |            |                               |                               |                               |                               |                               |                               |  |  |                            |                            |                            |                            |                            |                            |                      |                      |                      |                      |                      |                      |                   |                   |                   |                   |                   |                   |
| Victoire Wemel     | Victoire Wemel     | Victoire Wemel     | Victoire Wemel     | Victoire Wemel     | Victoire Wemel     | Dominique Wemel | Dominique Wemel | Dominique Wemel   | Dominique Wemel   | Dominique Wemel   | Dominique Wemel   | Louis Wemel       | Louis Wemel       | Louis Wemel | Louis Wemel | Louis Wemel | Louis Wemel |            |            | Molly Wemel | Molly Wemel | Molly Wemel    | Molly Wemel    | Molly Wemel    | Molly Wemel    | Lucy Wemel     | Lucy Wemel     | Lucy Wemel    | Lucy Wemel    | Lucy Wemel      | Lucy Wemel      |                      |                      | Fred Wemel           | Fred Wemel           | Fred Wemel           | Fred Wemel           | Fred Wemel    | Fred Wemel    | Roxanne Wemel | Roxanne Wemel | Roxanne Wemel | Roxanne Wemel | Roxanne Wemel | Roxanne Wemel |                                 |                                 | Roos Wemel                      | Roos Wemel                      | Roos Wemel                      | Roos Wemel                      | Roos Wemel | Roos Wemel | Hugo Wemel                    | Hugo Wemel                    | Hugo Wemel                    | Hugo Wemel                    | Hugo Wemel                    | Hugo Wemel                    |  |  | James Sirius Potter Jr.    | James Sirius Potter Jr.    | James Sirius Potter Jr.    | James Sirius Potter Jr.    | James Sirius Potter Jr.    | James Sirius Potter Jr.    | Albus Severus Potter | Albus Severus Potter | Albus Severus Potter | Albus Severus Potter | Albus Severus Potter | Albus Severus Potter | Lily Loena Potter | Lily Loena Potter | Lily Loena Potter | Lily Loena Potter | Lily Loena Potter | Lily Loena Potter |

## Trivia
- De Patronus van Ron is een jackrussellterriër, zijn Boeman is een spin. Dit komt doordat zijn broer Fred Wemel zijn teddybeer in een grote spin had veranderd toen Ron nog klein was.
- Na de dood van Fred Wemel, hielp Ron zijn broer George Wemel verder met de Tovertweelings Topfopshop.
- Ronald betekent raadgever of heerser.